# Jaworze (gmina)
Jaworze – gmina wiejska w południowej części województwa śląskiego, w południowo-zachodniej części powiatu bielskiego, na granicy z powiatem cieszyńskim. W latach 1975–1998 gmina położona była w województwie bielskim.
Gmina położona jest w krainie historycznej Śląska Cieszyńskiego i przynależy do euroregionu Śląsk Cieszyński.
Jaworze znajduje się w strefie obejmującej zurbanizowany obszar Aglomeracja bielska i graniczy z jej śródmiejską częścią tj. miastem Bielsko-Biała.
Siedzibą i jedyną wsią gminy jest licząca sobie ponad 700 lat podgórska osada rolniczo–turystyczna Jaworze, które obejmuje swym zasięgiem cztery przysiółki: 
- Jaworze Średnie,
- Jaworze Górne,
- Jaworze Nałęże,
- Jaworze Dolne.

Według rejestru TERYT do gminy należy także osada Błatnia.
Według danych z 2018 roku gminę zamieszkiwały 7299 osoby.

## Geografia
Gmina Jaworze położona jest w obrębie Pogórza Cieszyńskiego u północnego progu Beskidu Śląskiego w rozgałęzieniu ułożonych południkowo ramion górskich łączących się w masywie Błotnego (917 m n.p.m.) znanego jako Błatnia. Głęboko wcięte doliny oraz stromo opadające zalesione stoki Bucznika (679 m), Ostrego (659 m), Borowiny (718 m) i Wysokiego (756 m) tworzą urocze tło dla położonej na pagórkach gminy. Przez miejscowość Jaworze przepływają potoki Szeroki i Wysoki natomiast przez Jaworze Nałęże przepływa potok Jasienica zwana również potocznie Jesionka.
Gmina znana jest z walorów uzdrowiskowych, na tym terenie w XIX wieku odkryto źródła wody bogate w sole jodo-bromowe. Corocznie przybywa tutaj wiele osób ze schorzeniami dróg oddechowych. Na terenie Jaworza funkcjonują obiekty wczasowo-rekreacyjne, liczne ścieżki rowerowe i narciarskie.
Według podziału na jednostki fizycznogeograficzne (Jerzy Kondracki, 1978) klasyfikacja obszaru gminy przedstawia się następująco:
- prowincja: Karpaty i Podkarpacie
- podprowincja: Zewnętrzne Karpaty Zachodnie
- makroregion: Beskidy Zachodnie
- mezoregion: Beskid Śląski
- makroregion: Pogórze Zachodniobeskidzkie
- mezoregion: Pogórze Śląskie

Pod względem podziału geobotanicznego (Szafer, Zarzycki, 1977) gmina Jaworze należy do:
- prowincja: Górska Środkowoeuropejska
- podprowincja: Karpacka
- dział: Karpaty Zachodnie
- okręg: Beskidy
- podokręg: Śląsko-Babiogórski
- podokręg: Pogórze Wapienne

## Struktura powierzchni
Według danych z roku 2002 gmina Jaworze ma obszar 21,32 km², w tym:
- użytki rolne: 39%
- użytki leśne: 51%

Gmina stanowi 4,66% powierzchni powiatu.

## Demografia

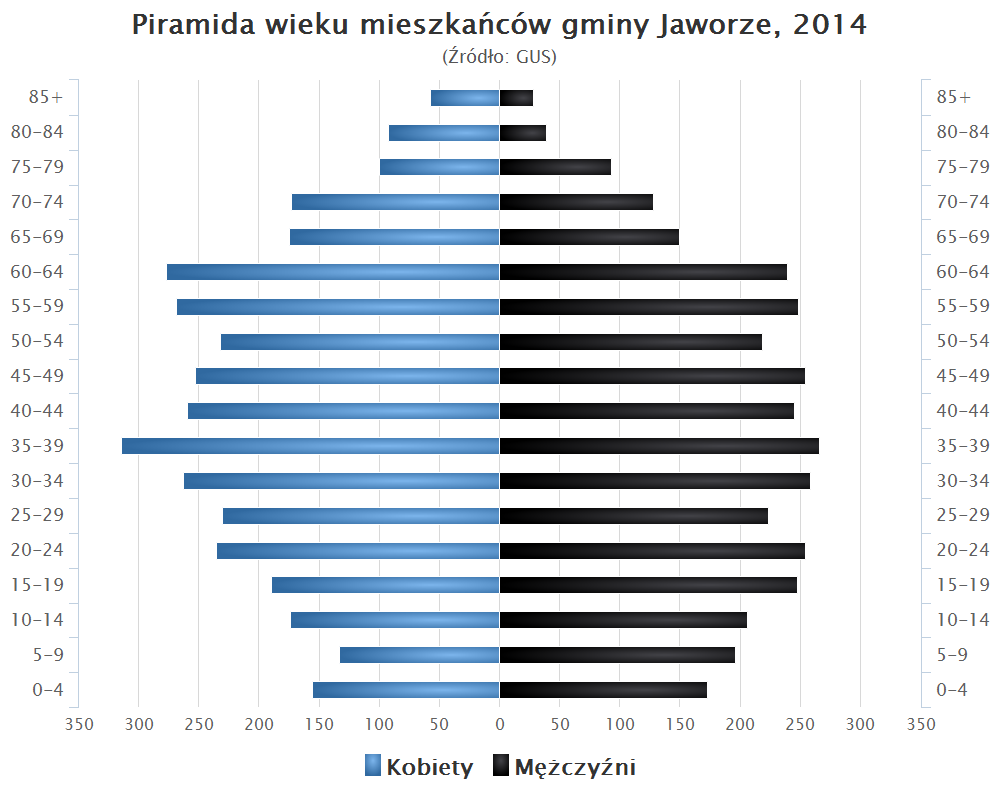
Piramida wieku mieszkańców gminy Jaworze w 2014 roku

Dane z 31 grudnia 2012:
| Opis                              | Ogółem | Ogółem | Kobiety | Kobiety | Mężczyźni | Mężczyźni |
| --------------------------------- | ------ | ------ | ------- | ------- | --------- | --------- |
| jednostka                         | osób   | %      | osób    | %       | osób      | %         |
| populacja                         | 6883   | 100    | 3502    | 50,9    | 3381      | 49,1      |
| gęstość zaludnienia (mieszk./km²) | 325,7  | 325,7  | 165,7   | 165,7   | 160,0     | 160,0     |

## Sąsiednie gminy
Gmina graniczy od południa z gminą Brenna w powiecie cieszyńskim i od północy z gminą Jasienica w powiecie bielskim, a od wschodu z miastem Bielsko-Biała.
Przebieg granic gminy Jaworze jest następujący: od północy granica gminy w zasadzie pokrywa się z linią kolejową Bielsko-Biała – Cieszyn. Po przekroczeniu potoku Rudawka granica zbiega w kierunku południowo-wschodnim przecinając ul. Bielską. Następnie wzdłuż ul. Średniej dochodzi do skrzyżowania z ul. Kolonia Dolna, od którego odbija w kierunku kompleksu leśnego otaczającego stadion w Wapienicy. Skrajem kompleksu leśnego przebiega na południe wzdłuż ul. Światopełka, a następnie Storczyków i Rumiankową, dochodząc w pobliże ul. Zapora, od której odbija w kierunku grzbietu górskiego Wysokiego i Przykrej, omijając szczyt Palenicy. Grzbietem Wysokiego i Przykrej granica dochodzi do przełęczy pod Przykrą, od której odbija przecinając źródliska potoku Błatnia od polany pod Stołowem. Polana ta biegnie ku szczytowi Błatni omijając go od strony północno-wschodniej i zbiega w dół w kierunku źródła Bartek, w którym bierze początek jeden z potoków będących dopływem Jasionki. Potokiem tym granica dochodzi do Jasionki, którą biegnie otaczając na niewielkim odcinku rozległą polanę na stokach Czupla, aż do ul. Jeżynowej. Następnie wzdłuż ulic: Jeżynowa, Myśliwska i Cisowa biegnie w kierunku północno-wschodnim do potoku Szerokiego, od którego odbija przecinając ul. Zaciszną w kierunku linii kolejowej Bielsko-Biała–Cieszyn.

## Wójtowie Gminny
W przeszłości funkcja wójta przyjmowała różne nazwy. Pierwsze byli wójtowie, następnie przełożeni gminy, a potem kolejno naczelnicy gmin, przewodniczący prezydium gminnej rady narodowej, przewodniczący prezydium gromadzkiej rady narodowej, naczelnicy gminy oraz aktualnie wójtowie.

### Lista Wójtów Gminy Jaworze
| imię i nazwisko       | lata pracy |
| --------------------- | ---------- |
| Jan Wieja             | 1783–1784  |
| Adam Chrumozik        | 1789–1791  |
| Teschler Paweł        | 1791–1793  |
| Jerzy Wiencek         | 1794–1801  |
| Jan Fabich            | 1801–1803  |
| Jerzy Schlauer        | 1803–1810  |
| Jerzy Miklar          | 1811–1817  |
| Paweł Błahut          | 1817–1819  |
| Adam Holeksa          | 1819–1825  |
| Andrzej Stefko        | 1825–1831  |
| Jan Tyrna             | 1846–      |
| Jerzy Mikler          | 1855–      |
| Paweł Dawid           | 1873–1888  |
| Binek Paweł           | 1888–1903  |
| Andrzej Ryrych        | 1903–1916  |
| Paweł Krehut          | 1916–1922  |
| Adam Binek            | 1922–1925  |
| Paweł Krehut          | 1925–1926  |
| Jan Lasota            | 1926–1932  |
| Józef Kobiela         | 1932–1938  |
| Adam Binek            | 1938–1945  |
| Andrzej Foniok        | 1945–      |
| Jan Głowacki          | 1945–1947  |
| Michał Ziemiański     | 1947–      |
| Robert Niesyt         | IV–V.1947  |
| Jan Paszek            | 1947       |
| Roman Krok            | 1947–1948  |
| Gabriel Bożek         | 1948–1951  |
| Emil Pasterny         | 1951–1952  |
| Józef Gańczarczyk     | 1952–1954  |
| Władysław Wyroba      | 1955–1958  |
| Rudolf Sztafa         | 1958–1965  |
| Józef Kobiela         | 1965–1970  |
| Ludwik Płonka         | III–IV1970 |
| Fryderyka Brachaczek  | V–IX 1970  |
| Jan Bieniek           | 1970–1972  |
| Roman Przybyła        | 1973–1976  |
| Jan Brudny            | 1977–1978  |
| Jan Batelt            | 1978–1985  |
| Roman Greń            | 1985–1990  |
| Stanisław Rajba       | 1990–1991  |
| Paweł Mularz          | 1991–1994  |
| Czesław Wierzbicki    | 1994–2002  |
| Zdzisław Bylok        | 2002–2014  |
| Radosław Ostałkiewicz | 2014–2023  |
| Anna Skotnicka-Nędzka | 2023–      |